# Акаси (плавмастерская)
«Акаси» (яп. 明石, по названию живописной местности) — японская плавучая мастерская, первый и единственный корабль данного класса специальной постройки из состава японского императорского флота.

## Проектирование и постройка
В японском флоте плавучие мастерские (工作艦, косакукан) играли роль судов обеспечения, сопровождая корабельные соединения и поддерживая техническое состояние боевых кораблей, их вооружения и энергетических установок. Они могли использоваться для проведения экстренного ремонта на передовых базах, участвовать в подъёме затонувших судов, использовать свои ремонтные мощности для поддержки отдалённых судоремонтных заводов и даже верфей метрополии. Эти суда несли на борту многочисленные мастерские, грузовые стрелы и краны; первостепенной на борту была ремонтная боевая часть, куда помимо офицеров и матросов входили инженеры и рабочие, набиравшиеся по большей части из состава арсеналов флота.
Исходно для этой важной задачи использовались переоборудованные корабли и суда. Первым из них был «Канто», бывший российской пароход «Маньчжурия», захваченный в 1904 году в ходе русско-японской войны. В 1924 году «Канто» сел на скалы в заливе Вакаса и был в результате утрачен. В качестве частичной замены транспорт снабжения «Мамия» был оборудован мастерскими, позволяющими выполнять в ограниченном объёме ремонтные работы, но удачной эта конверсия не была. Следующим стал старый броненосец «Асахи», бывший к тому времени спасателем подводных лодок — в связи с началом Второй японо-китайской войны его в 1937—38 годах перестроили в плавучую мастерскую. В дальнейшем обеспечивал действия японских кораблей у китайского побережья, однако его ремонтные мощности были недостаточны, а сам он был слишком тихоходен.
В связи с перечисленными ограничениями переоборудованных плавмастерских японский Морской Генеральный штаб (МГШ) начал рассматривать возможность получения такого корабля специальной постройки. Впервые он был включён в проект Первой программы пополнения флота, в соответствии с распоряжением МГШ № 176 от 11 сентября 1930 года. Бюджетная стоимость согласно распоряжению Министерства флота № 943 от 7 октября 1930 года определялась в 6,9 млн иен. При дальнейшем рассмотрении программы из-за финансовых ограничений этот корабль был исключён и в итоговый вариант не попал.
Обострение международной обстановки с ожидаемое увеличением зарубежных походов, интенсивной боевой подготовки и учений сделало потребность в обеспечении ремонта кораблей вдали от метрополии ещё более насущной. Распоряжением МГШ № 199 от 14 июня 1933 года плавмастерская была включена в проект Второй программы пополнения флота. В нём также формировались требования к ней: водоизмещение 10 000 тонн, максимальная скорость 18 узлов, дальность плавания 8000 морских миль на 14 узлах, вооружение из четырёх 127-мм зенитных орудий и четырёх зенитных автоматов. Параллельно МГШ запросил требования к ремонтным мощностям нового корабля у арсеналов флота и ремонтного училища (косаку гакко). Плавмастерская вошла в финальный вариант Второй программы, принятый парламентом 20 марта 1934 года, и имела по ней бюджетную стоимость 10 млн иен.
Проектирование корабля велось Морским техническим департаментом (МТД) совместно с верфями и ремонтным училищем флота в соответствии с выданным в июне 1933 года ТТЗ. Поскольку опыта создания плавмастерских специальной постройки в Японии ещё не было, возникли значительные трудности с размещением мастерских и складских помещений, наиболее важных для ремонтного функционала. МТД проанализировал доступную ему информацию по сходным иностранным кораблям — американской плавмастерской «Медуза», британской плавмастерской «Ресурс» и британской плавбазы подлодок «Медуей», и взял в итоге за образец первый из них. Компоновка мастерских и размещение в них оборудования затем были отработаны путём постройки полноразмерных деревянных моделей в Арсенале Сасэбо. Ещё одним вопросом был набор оборудования для проведения ремонтно-спасательных работ. Минимальными требованиями были сочтены возможности пришвартовать корабль к борту, заделать на нём пробоины, осушить затопленные отсеки и затем привести его в исправное состояние. В случае же тяжёлых повреждений задачей плавмастерской было выполнить экстренный ремонт. Итоговый проект был рассмотрен и утверждён на технической конференции в апреле 1936 года.
Закладка плавмастерской, получившей название «Акаси», состоялась на открытом стапеле № 1 верфи Арсенала флота в Сасэбо 18 января 1937 года. Корабль был самым крупным по водоизмещению из когда-либо строившихся на этом стапеле, при длине в 158,5 м он был немногим меньше крупнейших из сходивших на воду ранее 5500-тонных крейсеров. Наблюдавший за строительством вице-адмирал Сёдзо Нивата предлагал во избежание возможных проблем при спуске построить корпус в сухом доке. Тем не менее, на воду «Акаси» сошёл 29 июня 1938 года без происшествий. Эта церемония спуска стала также последней на верфи Арсенала Сасэбо, которая была доступна для посещения зрителями. После примерно года достройки на плаву «Акаси» был передан флоту 31 июля 1939 года.

## Конструкция
Корабль.

## Командиры
- 1.11.1939 — 15.07.1940 капитан 1 ранга (тайса) Хидэнори Миядзато (яп. 宮里秀徳)[8];
- 21.09.1941 — 12.09.1942 капитан 1 ранга (тайса) Цунэкити Фукудзава (яп. 福沢常吉)[8];
- 12.09.1942 — 21.10.1943 капитан 1 ранга (тайса) Мацуро Эгути (яп. 江口松郎)[8];
- 21.10.1943 — 30.03.1944 капитан 1 ранга (тайса) Минэгоро Камияма (яп. 亀山峯五郎)[8].